# Рекорди чемпіонатів світу з футболу
Чемпіонат світу з футболу (Кубок світу з футболу) — міжнародне футбольне змагання, в якому беруть участь чоловічі збірні команди країн — членів ФІФА.
У статті наведені рекорди чемпіонатів світу з футболу, включаючи їх кваліфікаційну стадію.

## Командні

### Найбільше кубків
5,  Бразилія (1958, 1962, 1970, 1994, 2002)
| # | команда                                                             | титулів |
| - | ------------------------------------------------------------------- | ------- |
| 1 | Бразилія (1958, 1962, 1970, 1994, 2002)                             | 5       |
| 2 | Італія (1934, 1938, 1982, 2006), Німеччина (1954, 1974, 1990, 2014) | 4       |
| 3 | Аргентина (1978, 1986, 2022)                                        | 3       |
| 4 | Уругвай (1930, 1950), Франція (1998, 2018)                          | 2       |
| 5 | Англія (1966), Іспанія (2010)                                       | 1       |

### Найбільше виходів до фіналу
8,  Німеччина (1954, 1966, 1974, 1982, 1986, 1990, 2002, 2014)
| # | команда                                                                                     | вихід до фіналу |
| - | ------------------------------------------------------------------------------------------- | --------------- |
| 1 | Німеччина (1954, 1966, 1974, 1982, 1986, 1990, 2002, 2014)                                  | 8               |
| 2 | Бразилія (1950, 1958, 1962, 1970, 1994, 1998, 2002)                                         | 7               |
| 3 | Італія (1934, 1938, 1970, 1982, 1994, 2006), Аргентина (1930, 1978, 1986, 1990, 2014, 2022) | 6               |
| 4 | Нідерланди (1974, 1978, 2010), Франція (1998, 2006, 2018)                                   | 3               |
| 5 | Уругвай (1930, 1950), Чехословаччина (1934, 1962), Угорщина (1938, 1954)                    | 2               |
| 6 | Англія (1966), Іспанія (2010), Швеція (1958),Хорватія(2018)                                 | 1               |
|   |                                                                                             |                 |

### Найбільше виходів до трійки найкращих
12,  Німеччина (1934, 1954, 1966, 1970, 1974, 1982, 1986, 1990, 2002, 2006, 2010, 2014)
| # | команда | вихід до трійки найкращих |
| - | --- | ------------------------- |
| 1 | Німеччина (1934, 1954, 1966, 1970, 1974, 1982, 1986, 1990, 2002, 2006, 2010, 2014)                                          | 12                        |
| 2 | Бразилія (1938, 1950, 1958, 1962, 1970, 1978, 1994, 1998, 2002)                                                             | 9                         |
| 3 | Італія (1934, 1938, 1970, 1982, 1990, 1994, 2006)                                                                           | 7                         |
| 4 | Аргентина (1930, 1978, 1986, 1990, 2014, 2022), Франція (1958, 1986, 1998, 2006, 2018, 2022)                                | 6                         |
| 5 | Нідерланди (1974, 1978, 2010, 2014)                                                                                         | 4                         |
| 6 | Швеція (1950, 1958, 1994) Хорватія (1998, 2018, 2022)                                                                       | 3                         |
| 7 | Уругвай (1930, 1950), Угорщина (1938, 1954), Чехословаччина(1934, 1962), Польща (1974, 1982)                                | 2                         |
| 8 | США (1930), Австрія (1954), Чилі (1962), Англія (1966), Португалія (1966), Туреччина (2002), Іспанія (2010), Бельгія (2018) | 1                         |

### Найбільше виходів до четвірки найкращих
13,  Німеччина (1934, 1954, 1958, 1966, 1970, 1974, 1982, 1986, 1990, 2002, 2006, 2010, 2014)
| #  | команда | вихід до четвірки найкращих |
| -- | --- | --------------------------- |
| 1  | Німеччина (1934, 1954, 1958, 1966, 1970, 1974, 1982, 1986, 1990, 2002, 2006, 2010, 2014)                                                                                                  | 13                          |
| 2  | Бразилія (1938, 1950, 1958, 1962, 1970, 1974, 1978, 1994, 1998, 2002, 2014) | 11                          |
| 3  | Італія (1934, 1938, 1970, 1978, 1982, 1990, 1994, 2006) | 8                           |
| 4  | Франція (1958, 1982, 1986, 1998, 2006, 2018, 2022) | 7                           |
| 5  | Аргентина (1930, 1978, 1986, 1990, 2014, 2022) | 6                           |
| 6  | Уругвай (1930, 1950, 1954, 1970, 2010), Нідерланди (1974, 1978, 1998, 2010, 2014) | 5                           |
| 7  | Швеція (1938, 1950, 1958, 1994) | 4                           |
| 8  | Англія (1966, 1990? 2018), Хорватія (1998, 2018, 2022) | 3                           |
| 9  | Австрія (1934, 1954), Угорщина (1938, 1954), Югославія (1930, 1962), Чехословаччина(1934, 1962), Польща (1974, 1982), Португалія (1966, 2006), Іспанія (1950, 2010), Бельгія (1986, 2018) | 2                           |
| 10 | США (1930), Чилі (1962), СРСР (1966), Болгарія (1994), Туреччина (2002), Південна Корея (2002), Марокко (2022)                                                                            | 1                           |

Найбільше виходів до чвертьфіналу17,  Німеччина (кожен турнір, крім 1930, 1938 і 1950),  Бразилія (кожен турнір, крім 1934, 1966 і 1990)
Найбільше виходів до 1/8 фіналу20,  Бразилія (кожен турнір)
Найбільше турнірів20,  Бразилія (кожен турнір)
Найбільше 2 місць4,  Німеччина (1966, 1982, 1986, 2002)
Найбільше 3 місць4,  Німеччина (1934, 1970, 2006, 2010)
Найбільше 4 місць3,  Уругвай (1954, 1970, 2010)
Найбільше 3-4 місць5,  Німеччина (1934, 1958, 1970, 2006, 2010)
Найбільше 5-8 місць8,  Англія (1950, 1954, 1962, 1970, 1982, 1986, 2002, 2006)
Найбільше 9-16 місць13,  Мексика (1930, 1950, 1954, 1958, 1962, 1966, 1978, 1994, 1998, 2002, 2006, 2010, 2014)
Найбільше 17-32 місць6,  Південна Корея (1986, 1990, 1994, 1998, 2006, 2014)

### Проміжки
Найдовший проміжок між двома титулами44 роки,  Італія (1938—1982)
Найдовший проміжок між виходами до фіналу48 років,  Аргентина (1930—1978)
Найдовший проміжок між виходами до трійки найкращих48 років,  Аргентина (1930—1978)
Найдовший проміжок між виходами до четвірки найкращих60 років,  Іспанія (1950—2010)
Найдовший проміжок між виходами до вісімки найкращих72 роки,  США (1930—2002)
Найдовший проміжок між виходами до шістнадцяти найкращих60 років,  Норвегія (1938—1998)
Найдовший проміжок між виходами до фінальної частини чемпіонату56 років:  Єгипет (1934—1990),  Норвегія (1938—1994)

## Індивідуальні

### Найбільше перемог
| гравець | команда  | турнір | появи | ігри | появи | ігри | % появ |
| ------- | -------- | ------ | ----- | ---- | ----- | ---- | ------ |
| Пеле    | Бразилія | 1958   | 4     | 6    | 12    | 18   | 67     |
| Пеле    | Бразилія | 1962   | 2     | 6    | 12    | 18   | 67     |
| Пеле    | Бразилія | 1970   | 6     | 6    | 12    | 18   | 67     |

### Найбільше виходів до фіналу
| гравець        | команда  | турнір | появи | ігри | появи | ігри | % появ |
| -------------- | -------- | ------ | ----- | ---- | ----- | ---- | ------ |
| П'єр Літбарскі | ФРН      | 1982   | 7     | 7    | 18    | 21   | 86     |
| П'єр Літбарскі | ФРН      | 1986   | 5     | 7    | 18    | 21   | 86     |
| П'єр Літбарскі | ФРН      | 1990   | 6     | 7    | 18    | 21   | 86     |
| Лотар Маттеус  | ФРН      | 1982   | 2     | 7    | 16    | 21   | 76     |
| Лотар Маттеус  | ФРН      | 1986   | 7     | 7    | 16    | 21   | 76     |
| Лотар Маттеус  | ФРН      | 1990   | 7     | 7    | 16    | 21   | 76     |
| Кафу           | Бразилія | 1994   | 3     | 7    | 16    | 21   | 76     |
| Кафу           | Бразилія | 1998   | 6     | 7    | 16    | 21   | 76     |
| Кафу           | Бразилія | 2002   | 7     | 7    | 16    | 21   | 76     |
| Пеле           | Бразилія | 1958   | 4     | 6    | 12    | 18   | 67     |
| Пеле           | Бразилія | 1962   | 2     | 6    | 12    | 18   | 67     |
| Пеле           | Бразилія | 1970   | 6     | 6    | 12    | 18   | 67     |

### Найбільше виходів до трійки найкращих
| гравець             | команда   | турнір | появи | ігри | появи | ігри | % появ |
| ------------------- | --------- | ------ | ----- | ---- | ----- | ---- | ------ |
| Вольфганг Оверат    | ФРН       | 1966   | 6     | 6    | 19    | 19   | 100    |
| Вольфганг Оверат    | ФРН       | 1970   | 6     | 6    | 19    | 19   | 100    |
| Вольфганг Оверат    | ФРН       | 1974   | 7     | 7    | 19    | 19   | 100    |
| Франц Бекенбауер    | ФРН       | 1966   | 6     | 6    | 18    | 19   | 95     |
| Франц Бекенбауер    | ФРН       | 1970   | 5     | 6    | 18    | 19   | 95     |
| Франц Бекенбауер    | ФРН       | 1974   | 7     | 7    | 18    | 19   | 95     |
| Мірослав Клозе      | Німеччина | 2002   | 7     | 7    | 19    | 21   | 90     |
| Мірослав Клозе      | Німеччина | 2006   | 7     | 7    | 19    | 21   | 90     |
| Мірослав Клозе      | Німеччина | 2010   | 5     | 7    | 19    | 21   | 90     |
| П'єр Літбарскі      | ФРН       | 1982   | 7     | 7    | 18    | 21   | 86     |
| П'єр Літбарскі      | ФРН       | 1986   | 5     | 7    | 18    | 21   | 86     |
| П'єр Літбарскі      | ФРН       | 1990   | 6     | 7    | 18    | 21   | 86     |
| Лотар Маттеус       | ФРН       | 1982   | 2     | 7    | 16    | 21   | 76     |
| Лотар Маттеус       | ФРН       | 1986   | 7     | 7    | 16    | 21   | 76     |
| Лотар Маттеус       | ФРН       | 1990   | 7     | 7    | 16    | 21   | 76     |
| Кафу                | Бразилія  | 1994   | 3     | 7    | 16    | 21   | 76     |
| Кафу                | Бразилія  | 1998   | 6     | 7    | 16    | 21   | 76     |
| Кафу                | Бразилія  | 2002   | 7     | 7    | 16    | 21   | 76     |
| Пеле                | Бразилія  | 1958   | 4     | 6    | 12    | 18   | 67     |
| Пеле                | Бразилія  | 1962   | 2     | 6    | 12    | 18   | 67     |
| Пеле                | Бразилія  | 1970   | 6     | 6    | 12    | 18   | 67     |
| Горст-Дітер Геттгес | ФРН       | 1966   | 5     | 6    | 10    | 19   | 53     |
| Горст-Дітер Геттгес | ФРН       | 1970   | 4     | 6    | 10    | 19   | 53     |
| Горст-Дітер Геттгес | ФРН       | 1974   | 1     | 7    | 10    | 19   | 53     |

## Тренери (досягнення)
Найбільше перемог2, Вітторіо Поццо  Італія (1934, 1938)
Найбільше виходів до фіналу2, Вітторіо Поццо  Італія (1934, 1938); Гельмут Шен  ФРН (1966, 1974); Карлос Білардо  Аргентина (1986, 1990); Франц Бекенбауер  ФРН (1986, 1990); Маріо Загалло  Бразилія (1970, 1998)
Найбільше виходів до трійки найкращих3, Гельмут Шен  ФРН (1966, 1970, 1974)
Найбільше виходів до четвірки найкращих3, Гельмут Шен  ФРН (1966, 1970, 1974); Маріо Загалло  Бразилія (1970, 1974, 1998)

## Голи

### Гравці
Найбільше голів, забитих у фінальній частині16, Мірослав Клозе ( Німеччина, 2002—2014).
Найбільше голів, включно з кваліфікаційним раундом35, Алі Даеї ( Іран, 1994—2006).
Найбільше голів на одному турнірі13, Жуст Фонтен ( Франція), 1958.
Найбільше голів, забитих в одному матчі5, Олег Саленко ( Росія, проти Камеруну, 1994).
Найбільше голів, забитих у програному матчі4, Ернест Вілімовський ( Польща, проти Бразилії, 1938).
Найбільше голів, забитих у матчі кваліфікаційного раунду13, Арчі Томпсон ( Австралія, проти Американського Самоа, кваліфікація до ЧС-2002).
Найбільше голів, забитих у фіналі3, Джефф Герст ( Англія, проти ФРН, 1966), Кіліан Мбаппе ( Франція, проти Аргентини, 2022).
Найбільше голів, забитих у всіх фіналах4, Кіліан Мбаппе ( Франція, 1 проти Хорватії, 2018 та 3 проти Аргентини, 2022).
Найбільше матчів із принаймні одним голом11, Роналду ( Бразилія, 1998—2006) і Ліонель Мессі ( Аргентина, 2006—2022)
Найбільше матчів поспіль із принаймні одним голом6, Жуст Фонтен ( Франція, 1958) і Жаїрзінью ( Бразилія, 1970).
Найбільше матчів із принаймні двома голами4, Шандор Кочиш ( Угорщина, 1954), Жуст Фонтен ( Франція, 1958), Роналду ( Бразилія, 1998—2006) і Мірослав Клозе ( Німеччина, 2002—2010).
Найбільше матчів поспіль із принаймні двома голами4, Шандор Кочиш ( Угорщина, 1954).
Найбільше хет-триків2, Шандор Кочиш ( Угорщина, 1954), Жуст Фонтен ( Франція, 1958), Герд Мюллер ( ФРН, 1970) і Габріель Батістута ( Аргентина, 1994 і 1998).
Найбільше хет-триків поспіль2, Шандор Кочиш ( Угорщина, 1954) і Герд Мюллер ( ФРН, 1970).
Найшвидший хет-трик і найбільше голів забитих гравцем, який вийшов на заміну8 хвилин, Ласло Кішш ( Угорщина), забив на 69', 72' і 76' в матчі проти Сальвадору, 1982.
Найбільше хет-триків із пенальтініколи не забивалось у фінальних частинах. Тричі у кваліфікації: Кубілай Тюрк'їлмаз ( Швейцарія, проти Фарерських Островів, 7 жовтня 2000, кваліфікація до ЧС-2002); Генрік Ларссон ( Швеція, проти Молдови, 6 червня 2001, кваліфікація до ЧС-2002); Роналду ( Бразилія, проти Аргентини, 2 червня 2004, кваліфікація до ЧС-2006).
Гравець, що забивав у кожному матчі турніруАлсідес Гіджа ( Уругвай), 4 голи в 4 матчах (1950), Жуст Фонтен ( Франція), 13 голів у 6 матчах (1958), Жаірзінью ( Бразилія), 7 голів у 6 матчах (1970).
Наймолодший гравець, що забив17 років 239 днів, Пеле ( Бразилія, проти Уельсу, 1958).
Наймолодший гравець, що забив хет-трик17 років 244 днів, Пеле ( Бразилія, проти Франції, 1958).
Наймолодший гравець, що забив у фіналі17 років 249 днів, Пеле ( Бразилія, проти Швеції, 1958).
Найстарший гравець, що забив42 роки 39 дні, Роже Мілла ( Камерун, проти Росії, 1994).
Найстарший гравець, що забив хет-трик33 роки 159 дні, Торе Келлер ( Швеція, проти Куби, 1938).
Найстарший гравець, що забив у фіналі35 роки 263 дні, Нільс Лідгольм ( Швеція, проти Бразилії, 1958).
Найбільше забитих пенальті (не враховуючи серію пенальті)4, Еусебіу ( Португалія, 4 у 1966), Роб Ренсенбрінк ( Нідерланди, 4 у 1978) і Габріель Батістута ( Аргентина, 2 в 1994 і 1998).
Найбільше незабитих пенальті (не враховуючи серію пенальті)2, Асамоа Г'ян ( Гана, 2006 проти  Чехія і 2010 проти  Уругвай).
Найшвидший гол10,89 секунди, Хакан Шюкюр ( Туреччина, проти Південної Кореї, 29 червня 2002, 2002).
Найшвидший гол гравця, що вийшов на заміну16 секунд, Еббе Санд ( Данія, проти Нігерії, 28 червня, 1998, 1998).
Найшвидший гол у фіналі90 секунд, Йоган Нескенс ( Нідерланди, проти ФРН, 7 липня 1974).
Найшвидший гол у кваліфікаційному матчі8 секунд, Давіде Гвалтьєрі ( Сан-Марино, проти Англії, 17 листопада 1993, кваліфікація до ЧС-1994).

### Команда
Найбільша різниця м'ячів9,  Угорщина (9) проти Південної Кореї (0), 1954;  Югославія (9) проти Заїру (0), 1974;  Угорщина (10) проти Сальвадору (1), 1982.
Найбільша різниця м'ячів у кваліфікаційному матчі31,  Австралія (31) проти  Американське Самоа (0), 11 квітня 2001, кваліфікація до ЧС-2002.
Найбільше голів у матчі, забитих однією командою10,  Угорщина, проти Сальвадору, 1982.
Найбільше голів у матчі, забитих обома командами12,  Австрія (7) проти  Швейцарія (5), 1954.
Нічия з найбільшою кількістю голів4-4,  Англія проти  Бельгія (д. ч.), 1954 і  СРСР проти  Колумбія, 1962.
Найбільше пропущених м'ячів, після яких команда перемагала3 голи,  Австрія, 1954 (після 0-3 перемога 7-5 проти Швейцарії) і  Португалія, 1966 (після 0-3 перемога 5-3 над Північною Кореєю).
Найбільше пропущених м'ячів, після яких команда зіграла внічию3 голи,  Колумбія, 1962 (після 0-3 нічия 4-4 проти  СРСР) і  Уругвай, 2002 (після 0-3 нічия 3-3 з Сенегалом).
Найбільше голів, забитих у доданий час обома командами5,  Італія (3) проти  ФРН (2), 1970.
Найбільше голів, забитих у фіналі однією командою5,  Бразилія, 1958.
Найбільше голів, забитих у фіналі обома командою7,  Бразилія (5) проти Швеції (2), 1958.
Найменше голів у фіналі, забитих обома командами0,  Бразилія (0) проти Італії (0), 1994.
Найбільша різниця м'ячів у фіналі3,  Франція (3) проти Бразилії (0) 1998,  Бразилія (4) проти Італії (1), 1970 і  Бразилія (5) проти Швеції (2), 1958.
Найбільше пропущених м'ячів, після яких команда перемагала у фіналі2,  ФРН, 1954 (після 0-2 перемога 3-2 над Угорщиною).
Найбільше голів однієї команди на турнірі27,  Угорщина, 1954.
Найбільше гравців однієї команди, що відзначились в одному матчі7,  Югославія, проти Заїру, 1974 (Душан Баєвич, Драган Джаїч, Івиця Шуряк, Йосип Каталінський, Владислав Богичевич, Бранко Облак, Ілія Петкович).
Найбільше гравців однієї команди, що відзначились на турнірі10,  Франція, 1982 (Жерар Солер, Бернар Женгіні, Мішель Платіні, Дідьє Сіз, Максим Боссіс, Ален Жиресс, Домінік Рошто, Маріус Трезор, Рене Жирар, Ален Курьоль) та  Італія, 2006 (Андреа Пірло, Вінченцо Яквінта, Альберто Джилардіно, Марко Матерацці, Філіппо Індзагі, Франческо Тотті, Джанлука Дзамбротта, Лука Тоні, Фабіо Гроссо, Алессандро Дель Пьєро).

### Турнір
Найбільше голів за турнір172, 2022.
Найменше голів за турнір70, 1930 і 1934.
Найбільше голів за матч на турнірі5.38 голів за матч, 1954.
Найменше голів за матч на турнірі2.21 голи за матч, 1990.
Найбільше гравців, які забили на турнірі111, 1998.
Найбільше гравців, які мінімум двічі забили на турнірі37, 1998.
Найбільше гравців, які мінімум тричі забили на турнірі21, 1954.
Найбільше гравців, які мінімум чотири рази забили на турнірі11, 1954.
Найбільше гравців, які мінімум п'ять разів забили на турнірі6, 1994 — Христо Стоїчков ( Болгарія), Олег Саленко ( Росія), Ромаріу ( Бразилія), Юрген Клінсманн ( Німеччина), Роберто Баджо ( Італія) і Кеннет Андерссон ( Швеція).
Найбільше гравців, які мінімум шість разів забили на турнірі4, 1954 — Шандор Кочиш ( Угорщина), Еріх Пробст ( Австрія), Макс Морлок ( ФРН) і Йозеф Г'югі ( Швейцарія).
Найбільше гравців, які мінімум сім разів забили на турнірі2, 1970 — Герд Мюллер ( ФРН) і Жаїрзінью ( Бразилія).

### Автоголи
Найбільше автоголів на турнірі4, 1954, 1998 і 2006.
Найбільше автоголів в одному матчі2,  США проти Португалії, 2002 (Жорже Кошта з Португалії та Джеф Агус зі США).
Гравці, що забили за обидві командиЕрні Брандтс ( Нідерланди, проти Італії, 1978 — автогол на 18-й хвилині, гол на 50-й хвилині).

### Команди, що забили найбільше на турнірі
- 1930:  Аргентина, 18
- 1934:  Італія, 12
- 1938:  Угорщина, 15
- 1950:  Бразилія, 22
- 1954:  Угорщина, 27
- 1958:  Франція, 23
- 1962:  Бразилія, 14
- 1966:  Португалія, 17
- 1970:  Бразилія, 19
- 1974:  Польща, 16
- 1978:  Аргентина і  Нідерланди, по 15
- 1982:  Франція, 16
- 1986:  Аргентина, 14
- 1990:  ФРН, 15
- 1994:  Швеція, 15
- 1998:  Франція, 15
- 2002:  Бразилія, 18
- 2006:  Німеччина, 14
- 2010:  Німеччина, 16
- 2014:  Німеччина, 18

Команди, виділені жирним шрифтом, перемогли на турнірі.

## Воротарі
Найбільше матчів без пропущених м'ячів10, Пітер Шилтон ( Англія, 1982—1990) і Фаб'єн Бартез ( Франція, 1998—2006)
Найбільше хвилин без пропущених м'ячів (фінальні частини)517 (5 матчів), Вальтер Дзенга ( Італія, 1990)
Найбільше хвилин без пропущених м'ячів (кваліфікація)921 (9 матчів), Річард Вілсон ( Нова Зеландія, 1982)
Найбільше пропущених м'ячів25, Антоніо Карбахаль ( Мексика) і Мохамед Ад-Деая ( Саудівська Аравія)
Найбільше пропущених м'ячів на одному турнірі16, Хон Док Йон ( Південна Корея), 1954
Найбільше м'ячів, пропущених в одному матчі10, Луїс Гевара Мора ( Сальвадор), 1982 (проти Угорщини)
Найменше м'ячів, пропущених на одному турнірі чемпіоном2, Фаб'єн Бартез ( Франція), 1998, Джанлуїджі Буффон ( Італія, 2006) та Ікер Касільяс ( Іспанія, 2010)
Найбільше відбитих пенальті на одному турнірі (не враховуючи серію пенальті)2, Ян Томашевський ( Польща), 1974 і Бред Фрідель ( США), 2002.

## Тренери (рекорди)
Найбільше матчів25, Гельмут Шен ( ФРН, 1966—1978).
Найбільше виграних матчів16, Гельмут Шен ( ФРН, 1966—1978).
Найбільше перемог2, Вітторіо Поццо ( Італія, 1934—1938).
Найбільше турнірів6, Карлос Альберто Паррейра (1982, 1990—1998, 2006, 2010).
Найбільше збірних, яку тренував один тренер5, Бора Милутинович ( Мексика, 1986;  Коста-Рика, 1990;  США, 1994;  Нігерія, 1998;  Китай, 2002).
Найбільше турнірів підряд з однією командою4, Волтер Вінтерботтом ( Англія, 1950—1962); Гельмут Шен ( ФРН, 1966—1978) (Зепп Гербергер тренував Німеччину/ФРН також чотири турніри, (1938, 1954, 1958, 1962), крім 1950, коли Німеччину відсторонили від змагання).
Найбільше перемог підряд11, Луїс Феліпе Сколарі ( Бразилія, 2002, 7 перемог;  Португалія, 2006, 4 перемоги — Португалія перемогла і наступний свій матч, але в серії пенальті, що технічно вважається нічиєю).
Найбільше матчів підряд без поразок12, Луїс Феліпе Сколарі ( Бразилія, 2002, 7 матчів;  Португалія, 2006, 5 матчів).
Наймолодший тренер27 років 267 днів, Хуан Хосе Трамутола ( Аргентина, 1930)
Найстаріший тренер71 років 317 днів, Отто Рехагель ( Греція, 2010)
Найшвидша заміна4-та хвилина, Чезаре Мальдіні, Джузеппе Бергомі замість Алессандро Нести ( Італія, проти Австрії, 1998); Свен-Йоран Ерікссон, Пітер Крауч замість Майкла Овена ( Англія, проти Швеції, 2006).
Найбільше перемог як гравця і тренера3, Маріо Загалло,  Бразилія (1958 і 1962 як гравець, 1970 як тренер)
Найбільше появ у фіналі як гравець і тренер5, Маріо Загалло,  Бразилія (1958 і 1962 як гравець, 1970, 1974 і 1998 як тренер); Франц Бекенбауер,  ФРН (1966—1974 як гравець, 1986 і 1990 як тренер); Берті Фогтс,  ФРН (1970—1978 як гравець, 1994 і 1998 як тренер)
Найбільше перемог як гравець і тренерМаріо Загалло,  Бразилія (1958 і 1962 як гравець, 1970 як тренер); Франц Бекенбауер,  ФРН (1974 як гравець, 1990 як тренер)
Найбільше перемог як капітан команди і тренерФранц Бекенбауер,  ФРН (1974 як капітан, 1990 як тренер)

## Судді
Найбільше турнірів3 — Джон Лангенус ( Бельгія, 1930—1938), Іван Еклінд ( Швеція, 1934—1950), Бенджамін Гріффітс ( Уельс, 1950—1958), Артур Едвард Елліс ( Англія, 1950—1958), Іштван Долт ( Угорщина, 1954—1962), Хуан Гардесабаль ( Іспанія, 1958—1966), Артуро Ямасакі Мальдонадо ( Перу, 1962—1970), Рамон Баррето ( Уругвай, 1970—1978), Ніколае Райнеа ( Румунія, 1974—1982), Ерік Фредрікссон ( Швеція, 1982—1990), Джамал Аль Шаріф ( Сирія, 1986—1994), Жоель Кінью ( Франція, 1986—1994), Алі Мохамед Буйсаїм ( ОАЕ, 1994—2002), Оскар Руїс ( Колумбія, 2002—2010), Карлос Еугеніу Сімон ( Бразилія, 2002—2010), Марко Родрігес (Мексика, 2006-2014), Равшан Ірматов (Узбекистан, 2010-2018), Бакарі Гассама (Гамбія, 2014-2022)
Найбільше матчів11 - Равшан Ірматов (Узбекистан, 2010-2018), 8 — Жоель Кінью ( Франція, 1986—1994), Беніто Арчундія ( Мексика, 2006—2010) і Хрхе Ларріонда ( Уругвай, 2006—2010)
Найбільше матчів на одному турнірі5 — Беніто Арчундія ( Мексика, 2006), Орасіо Елісондо ( Аргентина, 2006) та Равшан Ірматов ( Узбекистан, 2010)
Наймолодший суддя24 роки і 61 день - Франсіско Матеуччі Уругвай, 1930)  Іспанія
Найстарший суддя53 роки 236 дня — Джордж Рідер ( Англія, 1950)

## Дисципліна
Примітка: Не існує офіційних рекордів на турнірах до введення жовтих карток 1970 року..
Найшвидше попередження1-ша хвилина, Джамп'єро Марині ( Італія), проти Польщі, 1982; Сергій Горлукович ( Росія), проти Швеції, 1994.
Найшвидше видалення56 секунд, Хосе Батіста ( Уругвай), проти Шотландії, 1986.
Найшвидше видалення у кваліфікації37 секунд, Рашид Аль Хуті ( Бахрейн), проти Ірану, кваліфікація до ЧС-2014.
Найпізніше попередженняпід час серії пенальті: Едіньйо ( Бразилія) проти Франції 1986; Карлос Роа ( Аргентина), проти Англії, 1998.
Найпізніше видаленняпісля серії пенальті: Леандро Куфре ( Аргентина), проти Німеччини, 2006 (Куфре було видалено за удар Пера Мертезакера за сварку під час матчу).
Видалення з лави запаснихКлаудіо Каніджа ( Аргентина), проти Швеції, 2002.
Найбільше карток, отриманих одним гравцем за весь час6, Зінедін Зідан ( Франція, 1998—2006) та Кафу ( Бразилія, 1994—2006).
Найбільше попереджень, отриманих одним гравцем за весь час6, Кафу ( Бразилія, 1994—2006).
Найбільше видалень одного гравця за весь час2, Рігобер Сонг ( Камерун, 1994 і 1998) і Зінедін Зідан ( Франція, 1998 і 2006).
Найбільше видалень за турнір28 (у 64 іграх), 2006.
Найбільше видалень в одній команді за весь час11 (у 97 іграх),  Бразилія
Найбільше видалень за матч в обох командах4 (по 2),  Португалія проти Нідерландів, 2006 (також відомий як Битва при Нюрнберзі).
Найбільше видалень у фіналі2, Педро Монсон і Густаво Десотті (обидва  Аргентина), проти ФРН, 1990
Найбільше попереджень за турнір345 (у 64 іграх), 2006.
Найбільше попереджень у команди за весь час88 (у 64 іграх),  Аргентина
Найбільше попереджень однієї команди в одному матчі9,  Португалія, 2006, проти Нідерландів і  Нідерланди, 2010, проти Іспанії
Найбільше попереджень обох команд в одному матчі16 —  Португалія проти Нідерландів, 2006; і  Камерун проти Німеччини, 11 червня 2002
Найбільше попереджень гравця в одному матчі3 (61', 90', 93') Йосип Шимунич ( Хорватія), проти Австралії, 2006 (суддя: Грем Полл)
Найбільше попереджень в обох команд за один матч14, 5 ( Іспанія) і 9 ( Нідерланди) 2010
Найбільше дискваліфікацій на одному турнірі, отриманих одним гравцем2, Андре Кана-Біїк ( Камерун 1990)

## Глядачі
Фінал114,600,  Аргентина проти ФРН, 29 червня 1986, Ацтека, Мехіко, Мексика, 1986.
Найбільше глядачів199,854,  Уругвай проти Бразилії, 16 липня 1950, Маракана, Ріо-де-Жанейро, Бразилія, 1950.
Найменше глядачів300,  Румунія проти Перу, 14 липня 1930, Естадіо Посітос, Монтевідео, Уругвай, 1930.
Найбільше глядачів на матчі кваліфікації162,764,  Бразилія проти Колумбії, 9 березня 1977, Маракана, Ріо-де-Жанейро, Бразилія, кваліфікація до ЧС-1978.
Найменше глядачів на матчі кваліфікації0,  Коста-Рика проти Панами, 26 березня 2005, Естадіо Сапрісса, Коста-Рика, кваліфікація до ЧС-2006.
Найбільша середня відвідуваність за матч68,991, 1994.
Найбільше глядачів за турнір3,570,000, 1994.
Найменша середня відвідуваність за матч23,235, 1934.
Найменше глядачів за турнір390,000, 1934.

## Серії пенальті
Найбільше серій пенальті однієї команди за весь час4,  Аргентина,  Франція,  Німеччина та  Італія
Найбільше серій пенальті однієї команди за турнір2,  Аргентина 1990 і  Іспанія 2002
Найбільше серій пенальті всіх команд за весь турнір4, 1990, 2006
Найбільше перемог однієї команди за всю історію4,  Німеччина
Найбільше перемог однієї команди на турнірі2,  Аргентина 1990
Найменше поразок однієї команди за всю історію3,  Італія і  Англія
Найбільше вдалих ударів обох командам9, (у 5 матчах)
Найбільше вдалих ударів однієї команди за всю історію17,  ФРН
Найбільше відбитих ударів обома командами12,  ФРН проти Франції 1982 та  Швеція проти Румунії 1994
Найбільше відбитих ударів однією командою за всю історію20,  Франція та  Італія
Найбільше відбитих ударів однією командою на турнірі9,  Аргентина 1990 та  Іспанія 2002
Найбільше ударів повз обома командами5,  Аргентина проти Югославії 1990,  Іспанія проти Ірландії 2002 та  Португалія проти Англії 2006
Найбільше ударів повз однією командою за всю історію7,  Англія (у 3 серіях) та  Італія (у 4 серіях)
Найбільш невдалі удари однією командою0,  Швейцарія 2006 проти  України
Найбільше відбитих ударів4,  Серхіо Гойкочеа та  Гаральд Шумахер
Найбільше відбитих ударів на одному турнірі4,  Серхіо Гойкочеа, 1990.
Найбільше відбитих ударів за серію3,  Рікарду, проти  Англії і  Шовковський, проти  Швейцарії обидва 2006;  Данієль Субашич, проти Данії, 2018.
Найменше пропущених мячів, серії пенальті, один матч
0, Олександр Шовковський(Україна), проти Швейцарії, 2006
0, Яссін Буну (Марокко)
проти Іспанії, 2022

### Найбільше перемог у серіях пенальті
| Команда        | Перемоги | Поразки | Всього |
| -------------- | -------- | ------- | ------ |
| Німеччина      | 4        | 0       | 4      |
| Аргентина      | 3        | 1       | 4      |
| Бразилія       | 2        | 1       | 3      |
| Франція        | 2        | 2       | 4      |
| Бельгія        | 1        | 0       | 1      |
| Болгарія       | 1        | 0       | 1      |
| Парагвай       | 1        | 0       | 1      |
| Португалія     | 1        | 0       | 1      |
| Південна Корея | 1        | 0       | 1      |
| Швеція         | 1        | 0       | 1      |
| Україна        | 1        | 0       | 1      |
| Уругвай        | 1        | 0       | 1      |
| Ірландія       | 1        | 1       | 2      |
| Іспанія        | 1        | 2       | 3      |
| Італія         | 1        | 3       | 4      |
| Нідерланди     | 0        | 1       | 1      |
| Гана           | 0        | 1       | 1      |
| Швейцарія      | 0        | 1       | 1      |
| Югославія      | 0        | 1       | 1      |
| Японія         | 0        | 1       | 1      |
| Мексика        | 0        | 2       | 2      |
| Румунія        | 0        | 2       | 2      |
| Англія         | 0        | 3       | 3      |
| Всього         | 22       | 22      | 44     |